# Medina del Campo–Zamora-vasútvonal
A Medina del Campo–Zamora-vasútvonal egy 89,5 km hosszúságú, egyvágányú, nem villamosított, 1668 mm-es nyomtávolságú vasútvonal a spanyol Medina del Campo és Zamora között. 1863 és 1864 között építette a Compañía del Ferrocarril de Medina a Zamora y de Orense a Vigo.
1941-ben, a spanyolországi vasútvonalak államosításával a vonal a Renfe kezébe került.
2004. december 31-től a Renfe Operadora üzemelteti a vonalat, míg az ADIF a vasúti infrastruktúra tulajdonosa. Vonalszáma a 820-as.

## Története
A vasútvonalnak az évek során több tulajdonosa is volt:
- MZOV (1863-1928)
- Oeste (1928-1941)
- RENFE (1941-2004)
- Adif (2004-)

## Vonal
A vasútvonal Medina del Campo és a Nava del Rey közötti 16 km-en sík terepen halad, melyet 1863-ban könnyedén megépítettek. A következő két szakaszt Nava del Rey és Toro (41 km), továbbá Toro és Zamora (33 km) között a következő évben, 1864-ben fejezték be. Bár a vasútépítés gyorsan befejeződött, ez az utolsó két szakasz némi nehézséget mutatott. Dueñas-ban 700 méter hosszú és 12 méter magas viaduktot kellett építeni a Trabancos-folyó áthidalására. A Duero folyó felett egy újabb kiemelkedő műtárgyra is szükség volt, egy öt szakaszból álló fémhídra. Villaveza közelében a mocsaras talaj miatt egy komplex vízelvezető rendszer telepítése vált szükségessé. Toro városán áthaladva fontolóra vették három alagút építésének a lehetőségét, bár ezeket végül kizárták a talaj instabilitása miatt. A vasút ívsugara szinte az egész útvonalon meghaladta az 1000 métert, de 500 m-re csökkent El Fresno-ban, a legmeredekebb területen, és 350 méterre a Medina del Campo felé vezető szakaszon.